# Acraea oreas
Acraea oreas är en fjärilsart som beskrevs av Sharpe 1891. Acraea oreas ingår i släktet Acraea och familjen praktfjärilar. Inga underarter finns listade i Catalogue of Life.